# Manolo Fábregas

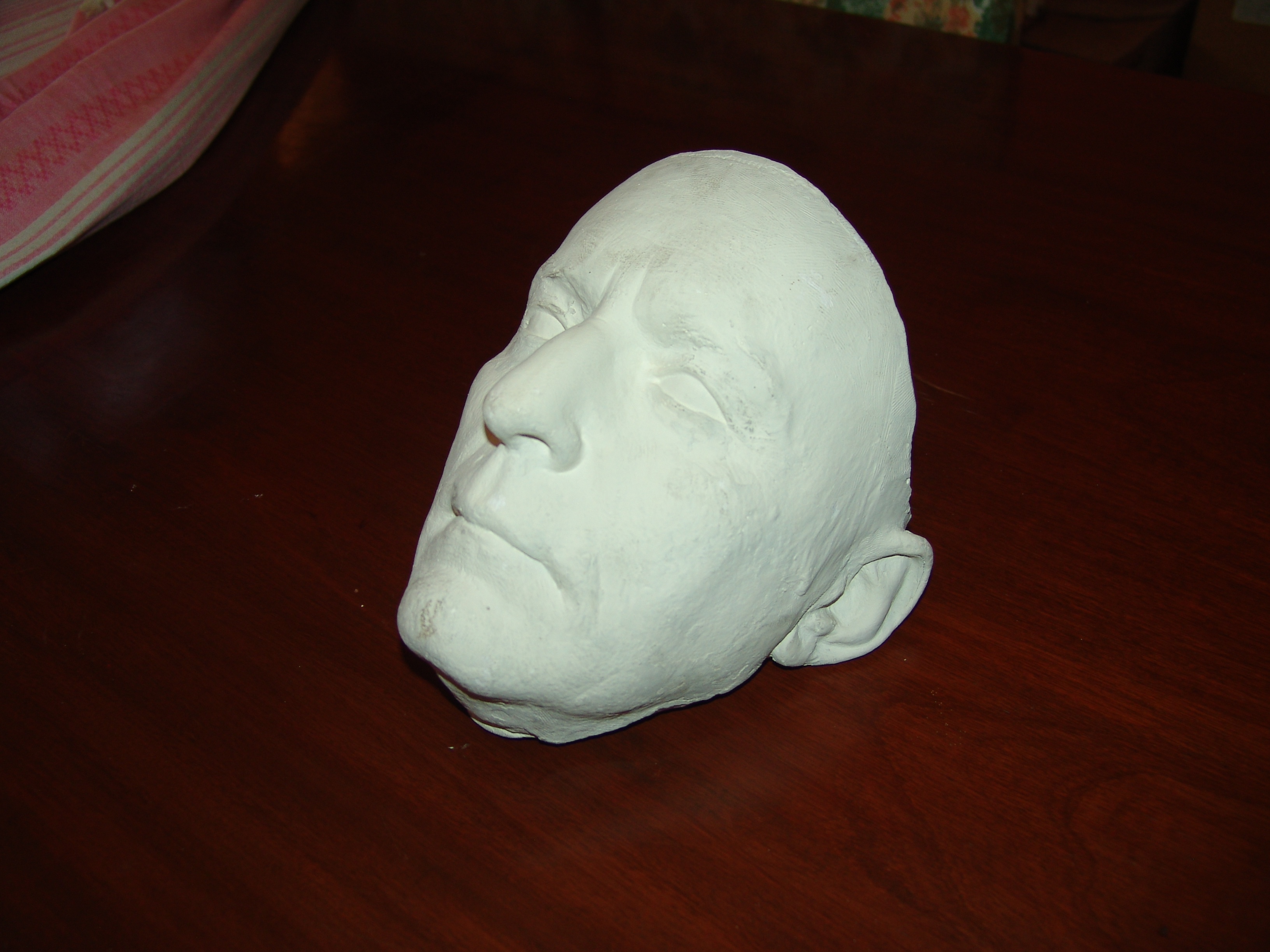
Wachsmaske des Gesichtes von Manolo Fábregas aus dem Jahr 1976

Manolo Fábregas (eigentlich: Manuel Sánchez Navarro Schiller; * 15. Juli 1921 in Vigo; † 4. Februar 1996 in Mexiko-Stadt) war ein mexikanischer Schauspieler, Regisseur und Filmproduzent spanischer Herkunft, der als El Señor Teatro bekannt war.
Der Sohn des Schauspielers Manuel Sánchez Navarro und der Schauspielerin Fanny Schiller und Enkel der Schauspielerin Virginia Fábregas nahm bereits als Kind in den Ferien an den Tourneen seiner Familie teil und debütierte 1936 am Theater in dem Stück La hiedra. Er wirkte dann in Mexiko in verschiedenen Kinderfilmen mit und spielte später in Theater- und Filmproduktionen den jugendlichen Liebhaber. Seinen ersten Erfolg in Spanien hatte er in dem Film La noche de sábado an der Seite von María Félix.
1950 kehrte er nach Mexiko zurück und produzierte dort mehrere Theaterstücke, darunter Celos al aire mit Silvia Pinal, Carmen Montejo und Carlos Cores in der Regie von Julián Soler. Im gleichen Jahr wurde er für die Fernsehserie La telenovela dominical de Manolo Fábregas ausgezeichnet. 1951 heiratete er die Schauspielerin Rafaela Salinas, die als Fela Fábregas bekannt wurde. Zwischen 1952 und 1955 produzierte er 150 Fernsehfilme für das Sonntagsprogramm von Canal 4.
Am Teatro de los Insurgentes produzierte Fábregas die Stücke Testigo de cargo mit María Teresa Rivas und Divorciémonos mit Silvia Pinal. Später holte er für Aufführungen auch spanische Schauspieler nach Mexiko wie Aurora Batista, Amparo Rivelles und Enrique Rambal. 1965 gründete er das Teatro “Manolo Fábregas”, wo er als Regisseur und Schauspieler Stücke auf die Bühne brachte wie Cualquier miércoles (mit Fernando Soler und Silvia Pinal) und – als einen seiner größten Erfolge – Violinista en el tejado.
Auch in den 1970er Jahren setzte Fábregas seine erfolgreiche Arbeit fort, u. a. mit El diluvio que viene, einem Stück, das drei Jahre lang auf den Spielplänen stand. Nach einem Schlaganfall 1987 musste er seine Aktivitäten zunächst aufgeben. 1990 gründete er das Teatro “Virginia Fábregas”, an dem er vorwiegend wenig bekannte Stücke mit den Absolventen der Schauspielschule Manolo Fábregas aufführte. Er starb 1996 an einem Herzinfarkt.

## Filmografie (Auswahl)
- 1942: El ángel negro
- 1942: Casa de mujeres (La historia de seis pecadoras)
- 1945: La barraca
- 1952: El mártir del calvario
- 1953: Der scharlachrote Kapitän
- 1970: Ein Fressen für die Geier

## Weblink
- Homepage Manolo Fábregas (Memento vom 13. Januar 2011 im Internet Archive)